# Flying Foxes
I “Flying Foxes” o “Volpini Volanti” sono nati a metà degli anni ottanta come gruppo accompagnatore del cantautore Alberto Fortis. Il gruppo era composto da Franco Cristaldi (basso), Betty Vittori (voce), e dai fratelli Cazzago conosciuti come Beppe Gemelli (batteria) deceduto nel 2017 e Piero Gemelli (chitarra) deceduto nel 2016.
Il primo album del gruppo è intitolato "Volpini Volanti", prodotto nel 1984 per l'etichetta CGD da cui realizzano un video musicale che si rivela un successo nella programmazione televisiva di Mister Fantasy, il programma condotto da Carlo Massarini che per primo si occupa del genere videoclip in Italia. Vi partecipano Rossana Casale (che con loro costituisce il gruppo che accompagna le esibizioni del cantautore Alberto Fortis, ormai avviata alla carriera solista) e Angelo Felipe Gonzales.
Nel 1985 i Flying Foxes lanciano il secondo album prodotto a Londra da Claudio Fabi e Mike Pela
. L'album viene registrato al Power Plant di Londra e contiene canzoni scritte dalla stessa Betty Vittori tra cui spicca "London town".

L'album riscuote grande successo soprattutto in Germania e contribuisce alla valorizzazione dei singoli membri del gruppo che vedono crescere sensibilmente il numero di collaborazioni con alcuni dei nomi più importanti della musica italiana tra cui: Eros Ramazzotti, Renato Zero, Mango, Ornella Vanoni, Fausto Leali, Anna Oxa, Gianna Nannini, Laura Pausini, Jaci Velazquez, Jordi, Patty Pravo e Area 305.
Nel 1988 Anna Oxa presenta "Pensami per te" accompagnata dai Flying Foxes e con Betty Vittori come cantante.